# Blodsvept
Blodsvept è il settimo album discografico in studio del gruppo musicale folk metal finlandese dei Finntroll, pubblicato nel 2013 dalla Century Media.

## Tracce
1. Blodsvept – 4:29
2. Ett folk förbannat – 3:23
3. När jättar marschera – 4:07
4. Mordminnen – 3:24
5. Rösets kung – 3:15
6. Skövlarens död – 3:44
7. Skogsdotter – 4:53
8. Häxbrygd – 3:52
9. Två ormar – 3:17
10. Fanskapsfylld – 2:57
11. Midvinterdraken – 5:37